# VKF Renzel
Die Unternehmensgruppe VKF Renzel ist ein internationaler Hersteller und Business-to-Business-Versandhändler von Verkaufsförderungsartikeln und Produkten zur Ladenausstattung, Regaloptimierung und Preisauszeichnung mit Hauptsitz in Isselburg in Nordrhein-Westfalen.
Die Unternehmensgruppe erwirtschaftete nach eigenen Angaben im Jahr 2022 einen Umsatz von über 120 Millionen Euro und beschäftigt weltweit ca. 885 Mitarbeiter. Zur Gruppe gehören 12 Tochtergesellschaften und 15 Enkelgesellschaften in 16 Ländern. Das Betriebsareal der Gruppe umfasst mehr als 100.000 m². 2010 zählte das Unternehmen zu den Top 100 Versandhändlern in Deutschland nach Umsatz.

## Geschichte
1985 wurde die VKF Renzel GmbH von Heinz Renzel gegründet. Zu Beginn spezialisierte er sich auf die Herstellung und den Vertrieb von Produkten zur Preisauszeichnung von Waren. Als Produktions- und Lagerstätten dienten zunächst mehrere Bauernhöfe in Bocholt-Spork. Die erste ausländische Filiale wurde im Jahr 1993 in den Niederlanden (in Aalten, später Umzug nach Dinxperlo) gegründet. 1994 wurde der Firmensitz mit Verwaltung, Produktion und Logistik an den Standort Isselburg, dem Sitz der heutigen Unternehmenszentrale verlegt. Neben der weiteren Erschließung europäischer Standorte wurde im Jahr 2003 eine eigene Filiale in den USA und 2009 eine chinesische Filiale gegründet. Im Jahr 2014 wurde in Kooperation mit LG Innotek die troniTAG GmbH gegründet, um sich auf den wachsenden Markt der elektronischen Preisauszeichnung zu fokussieren. 

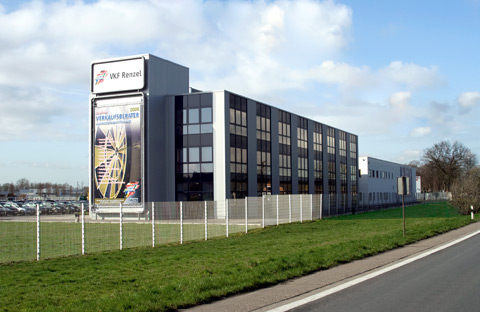
VKF Renzel Firmenzentrale in Isselburg

## Produkte
VKF Renzel ist Hersteller und Dienstleister in den Bereichen:
- Spritzguss
- Kunststoffverarbeitung
- Metallverarbeitung
- Siebdruck
- Digitaldruck
- Extrusion

Das Produktsortiment umfasst die Bereiche Warenpräsentation, Werbedisplays, Preisauszeichnung, Regalordnung, Digital Signage, Außenwerbung und Werbemittel.

## Auszeichnungen
- 2007: Deutscher Mittelstandspreis der Oskar-Patzelt-Stiftung[5]